# Karel Soudijn
Karel Adrianus Soudijn (Doetinchem, 11 januari 1944) is een Nederlands psycholoog en dichter en is hoofddocent psychologie aan de Universiteit van Tilburg. Zijn specialiteit is beroepsethiek voor psychologen, gedrag, psychologie en geschiedenis van de psychologie.
Soudijn promoveerde in 1982 aan de Universiteit van Amsterdam onder Gerard de Zeeuw met het proefschrift Kwaliteit van psychotherapie: een probleemanalyse. Verder werkt Soudijn als wetenschappelijk medewerker aan de Universiteit van Tilburg in Tilburg, en is actief geweest bij de Systeemgroep Nederland. 

## Publicaties
Soudijn schreef onder andere:
- 1976, Dilemma's in sociaal-wetenschappelijk onderzoek
- 1977, Ontwikkelingen in de psychologie, i.s.m. Henk Bergman
- 1982, Psychologisch onderzoek in perspectief
- 1988, Vraag het aan de wetenschap : praktijkonderzoek en kwaliteit van hulpverlening
- 1989, Hoe zit het ook al weer met de theorie van...
- 1990, Psychologie à la carte
- 1991, Scripties schrijven in de sociale wetenschappen
- 1992, Psychologie in uitvoering: 15 interviews
- 1993, Het professionele gesprek
- 1997, Beeld van een universiteit
- 2004, Ethische codes voor psychologen
- 2005, Erfenis van James Bekroond met de Jan Hanlo Essayprijs Klein

## Karel Soudijn Penning
De Karel Soudijn Penning is een onderscheiding van het Departement Sociale Psychologie aan Tilburg University en een initiatief van de toenmalige voorzitter Marcel Zeelenberg.
De penning, vernoemd naar Karel Soudijn, wordt toegekend aan mensen die zich op bijzondere wijze verdienstelijk hebben gemaakt voor het departement. De prijs is in het leven geroepen om mensen te eren voor activiteiten en initiatieven die normaliter geen aandacht krijgen, maar wel van uitzonderlijk belang zijn voor een leefbaar academisch klimaat.
De penning wordt uitgereikt wanneer de jury dat nodig acht. Deze jury bestaat uit de hoogleraren van het departement, aangevuld met erelid Karel Soudijn.

### Laureaten
- 2010 Karel Soudijn
- 2012 Willem-Jan Bertram
- 2014 Ellen Evers
- 2014 Job van Wolferen
- 2021 Yvette van Osch